# Сигетсентмиклош
Сигетсентмиклош (на унгарски: Szigetszentmiklós) е град в централната част на Северна Унгария, в област Пещ.

## Наименование
Името на града означава остров на Свети Николай. То е съставено от:
- sziget – остров (градът се намира на остров Чепел);
- szent Miklós – св. Николай, който е светец-покровител на града.

## География
Градът е разположен югозападно от столицата Будапеща на остров Чепел на р. Дунав в статистически микрорегион Рацкеве.

## Население
Населението на града е от 32 340 души през 2009 г. То включва:
- по етническа принадлежност: унгарци - 91,3%, германци - 0,6%, словаци - 0,6%, роми - 0,5%, българи - 0,2%, украинци – 0,1%, други – 8,5%;
- по религиозна принадлежност: римокатолици - 35,9%, калвинисти - 21,4%, гръкокатолици - 2,2%, лутерани - 1,0%, с друга религия - 2,1%, атеисти – 20,7%.

## История
За първи път селището се споменава през 1264 г. Получава статут на град през януари 1986 г.